# Armée Ostpreußen
L’armée Ostpreußen, ou armée Prusse-Orientale (en allemand : Armee Ostpreußen), était une armée (regroupement d'unités) de la Heer (armée de terre de la Wehrmacht) lors de la Seconde Guerre mondiale.
L’armée Ostpreußen a été formée le 7 avril 1945 à partir de la 2. Armee.

## Historique
L'armée Ostpreußen est absorbée par les restes de la 4. Armee après que le personnel du quartier général a été retiré de la Prusse orientale. À la suite de la perte de Dantzig et Gotenhafen à la fin mars 1945, l'Armée Ostpreußen a tenu des têtes de pont isolées sur la baie de Dantzig pour le reste de la guerre : la péninsule de Hela, le Werder Danziger (les prairies inondées du delta de la Vistule), et le Nehrung Frische Sandspit.

## Organisation

### Commandants
| Date                 | Grade                    | Commandant           |
| -------------------- | ------------------------ | -------------------- |
| 7 avril - 8 mai 1945 | General der Panzertruppe | Dietrich von Saucken |

### Chefs d'état-major
| Date                 | Grade        | Commandant    |
| -------------------- | ------------ | ------------- |
| 7 avril - 8 mai 1945 | Generalmajor | Robert Macher |

### Chefs des Opérations (Ia)
| Date                 | Grade          | Commandant         |
| -------------------- | -------------- | ------------------ |
| 7 avril - 8 mai 1945 | Oberstleutnant | Wolfgang Brennecke |

## Zones d'opérations
- Est et Ouest de la Prusse : Avril 1945 - Mai 1945

## Ordres de bataille

### Rattachement au groupe d'Armées
| Date     | Commandement               |
| -------- | -------------------------- |
| 1945     |                            |
| 7 avril  | Oberkommando des Heeres    |
| 28 avril | Oberkommando der Wehrmacht |

### Ordre de bataille
12 avril 1945
- À la disposition de l'Armee Ostpreußen
  - Stab 102. Infanterie-Division
  - Divisionsstab z.b.V. 607
  - Stab 10. Radfahr-Jäger-Brigade
  - Stab 349. Volks-Grenadier-Division
  - Kampfgruppe 61. Infanterie-Division
  - 69. Infanterie-Division
  - 367. Infanterie-Division
  - 548. Volks-Grenadier-Division
- Generalkommando Hela
  - 31. Volks-Grenadier-Division
  - 4. SS-Polizei-Panzergrenadier-Division
  - 7. Panzer-Division
  - Divisionsstab 203
  - 83. Infanterie-Division
- XXIII. Armeekorps
  - 4. Panzer-Division
  - 252. Infanterie-Division
  - 12. Feld-Division (L)
  - 35. Infanterie-Division
  - 23. Infanterie-Division
  - 32. Infanterie-Division
- XVIII. Gebirgs-Armeekorps
  - 7. Infanterie-Division
- XXVI. Armeekorps
  - 5. Panzer-Division + 561. Volks-Grenadier-Division
  - 21. Infanterie-Division
  - 1. Infanterie-Division
  - 58. Infanterie-Division
  - 28. Jäger-Division
- IX. Armeekorps
  - 93. Infanterie-Division
  - 95. Infanterie-Division
  - 551. Volks-Grenadier-Division
  - Panzer-Grenadier-Division “Großdeutschland”
  - 14. Infanterie-Division
- Kommandant von Pillau (LV. Armeekorps)
  - 50. Infanterie-Division
  - 558. Volks-Grenadier-Division
  - Stab 286. Infanterie-Division
- VI. Armeekorps
  - 129. Infanterie-Division
  - 170. Infanterie-Division